# Panyang
Panyang är en socken i sydöstra Kina. Den ligger i Gutian härad i staden Ningde i provinsen Fujian, omkring 71 kilometer nordväst om provinshuvudstaden Fuzhou. Antalet invånare är 5 411. Befolkningen består av 2 484 kvinnor och 2 927 män. Barn under 15 år utgör 12,0 %, vuxna 15-64 år 74 %, och äldre över 65 år 13,0 %.